# 章八元
章八元（?—?），唐朝睦州桐廬人。

## 生平
章八元少时在驿亭題詩數句，恰好被嚴維看到，便問八元说: “你能跟我学诗吗？”章八元欣然同意。在嚴维親身教導下，數年後中進士。大曆六年王淑榜第三人進士及第。後居浙西，“恃才浮傲，宴游不恭”，曾被韓滉捉拿，依法嚴辦，幸賴同年楊於陵相救得免。貞元中，調句容主簿，卒於任上。詩一卷，《全唐詩》存六首。